# 朱曼黎
朱曼黎（？—），女，浙江慈溪人，中华人民共和国政治人物、外交官。

## 生平
朱曼黎在上海长大。1960年入选北京外国语学院留苏预备班，但因中苏交恶而转入英语系。
1996年，接替吴建民，担任中华人民共和国驻荷兰大使。1998年，由华黎明接任。